# Protestos contra o governo Michel Temer
Os protestos contra o governo Michel Temer foram manifestações populares, com início em 2016, após o processo de impeachment de Dilma Rousseff. Aconteceram em todas as regiões do Brasil e foram marcados pelo bordão "Fora, Temer".

## Contexto
Após o impeachment de Dilma Rousseff uma parcela da população viu-se insatisfeita com o governo Michel Temer, dentre as principais razões:
- Suspeitas de corrupção[10][11] de vários membros indicados para a equipe do governo Temer, inclusive suspeitas de corrupção do próprio Temer.[12] No Brasil, o presidente e os ministros de Estado têm foro por prerrogativa de função, e as investigações judiciais podem se tornar mais lentas por serem conduzidas pelo Supremo Tribunal Federal.[13] Alguns destes ministros vieram do Governo Dilma Rousseff, como o então ministro do turismo, Henrique Eduardo Alves.[14][15]
- Alegações de que não houve justificativa suficiente para a configuração de "crime de responsabilidade" no processo de impeachment ocorrido. O aspecto jurídico das pedaladas fiscais do Governo Dilma era controverso, e a prática foi apontada como comum em governos estaduais.[16]
- A gestão Temer consistiu, segundo muitos de seus críticos, em um programa de governo conservador, muito diferente daquele proposto pela chapa eleita Dilma-Temer.[17]
- Desmonte, segundo críticos, da Comissão de Anistia, responsável pelas políticas de reparação e memória para as vítimas do ditadura militar.[18][19]

## Objetivos
Entre os que pediram a saída de Michel Temer houve favoráveis e contrários ao impeachment de Dilma Rousseff. Caso ocorresse um impeachment de Temer, a Constituição previa ao Congresso eleger um novo presidente por meio de eleições indiretas, para finalizar o mandato até 31 de dezembro de 2018.

## Manifestações notáveis

### Protestos contra a extinção do Ministério da Cultura - 2016
Após o afastamento provisório de Dilma Rousseff em 12 de maio de 2016, Michel Temer assumiu a presidência e em uma das suas primeiras medidas acabou com vários ministérios, dentre eles o Ministério da Cultura.
Como resposta a isto, as sedes do recém-extinto ministério foram ocupadas por manifestantes e artistas, e o bordão Fora Temer foi entoado ao som da cantata Carmina Burana. Este concerto-protesto, no dia 17 de maio de 2016, chamado de OcupA MincRJ, foi documentado pela Mídia Ninja e por outros meios de comunicação, e contou com centenas de músicos profissionais, instrumentistas e cantores das principais orquestras e coros do Rio de Janeiro (e de outros estado), sob a regência do maestro Rafael Barros Castro.
Em maio de 2016, Temer volta atrás e recria o Ministério da Cultura.

### Reações contrárias nos Jogos Olímpicos
Em agosto de 2016, Temer foi vaiado aos gritos de "Fora, Temer" no início e fim dos Jogos Olímpicos do Rio de Janeiro, bem como na abertura dos Jogos Paralímpicos, em 7 de setembro de 2016. Neste mesmo dia, Temer já havia sido vaiado de modo semelhante no desfile cívico de comemoração da independência do Brasil em Brasília.

### Protestos no dia da independência brasileira
No dia 7 de setembro de 2016, ocorreram protestos contra o governo Temer em 25 estados e no Distrito Federal. A maior manifestação ocorreu na cidade de Salvador.

### Protestos contra a PEC do Teto dos Gastos Públicos
Ocorreram protestos contra a PEC do Teto dos Gastos em diversos estados e no Distrito Federal nos dias 24 de outubro, 11 de novembro e 25 de novembro de 2016, na Avenida Paulista no dia 27 de novembro de 2016 e na Esplanada dos Ministérios no dia 29 de novembro, quando estava prevista a votação em primeiro turno no Senado. Inicialmente Temer e sua equipe minimizaram os protestos, tratando-os como algo inexpressivo realizado por grupos pequenos. Posteriormente mudaram a postura, visando evitar maior agitação de seus críticos, e começaram a referir-se aos protestos como algo natural da democracia, adotando o discurso de que deve-se respeitar o direito de manifestação.

### Protestos contra a reforma da previdência
Em 15 de março de 2017, houve uma paralisação geral contra a reforma da previdência, anunciada pelo então presidente da República, Michel Temer em 2016. Nela teve um grande envolvimento de funcionários públicos, bancários e estudantes, sendo a paralisação organizada pela Central Única dos Trabalhadores (CUT) e Movimento dos Trabalhadores Rurais Sem Terra (MST).
O motivo da paralisação, iniciou-se após ser assinado uma Emenda Constitucional, número 287/2016. Essa emenda tem como funcionalidade exigir, que os trabalhadores tenham no mínimo 25 anos de contribuição dentro da Previdência Social, tanto no setor público quanto no privado, além de exigir idade mínima da 65 anos para a aposentadoria. Tais mudanças, entre outras, seriam válidas tanto para homens quanto pra mulheres.
A reforma em questão foi assinada pelo então ministro da fazenda, Henrique Meirelles, por causa de um rombo bilionário na previdência social. Este rombo, segundo o INSS, chegou a 316,5 bilhões de reais em 2016, tendo um crescimento expressivo em relação aos anos anteriores.
Devido à reforma da previdência e também à reforma trabalhista, sindicatos e movimentos sociais organizaram uma greve geral em 28 de abril de 2017.

## Cronologia
O governo Temer foi alvo de protestos e manifestações populares desde os primeiros dias. A primeira entrevista para o programa Fantástico foi recebida por parte da população com "panelaços" e "apitaços", além de gritos de ordem como "golpista", em diversos locais do país. Em 17 de maio de 2016, entidades como a União Nacional dos Estudantes, o Levante Popular da Juventude, a União da Juventude Socialista e a União Brasileira de Mulheres levaram cerca de oito mil pessoas à Avenida Paulista, em São Paulo, para pedir o afastamento do presidente interino.
Em reação ao fechamento do Ministério da Cultura, militantes do setor ocuparam, em maio de 2016, as sedes do órgão em diversos estados. Foram ocupados, entre outros, o Palácio Gustavo Capanema, no Rio de Janeiro, e os prédios da Funarte em Belo Horizonte, Brasília e São Paulo. A ocupação recebeu apoio de artistas como Otto e Arnaldo Antunes, que fizeram shows no Palácio Capanema.
No dia 17 de maio, durante o Festival de Cannes, na França, integrantes da equipe do filme Aquarius, incluindo o diretor Kleber Mendonça Filho e a atriz Sônia Braga, mostraram cartazes em protesto contra o impeachment de Dilma Rousseff. Em sua conta oficial no Twitter, Dilma Rousseff agradeceu o apoio.
Em 21 de maio, um grupo de cerca de sessenta manifestantes ocupou a área em frente à residência de Michel Temer em São Paulo. No dia seguinte, a Polícia Militar de São Paulo proibiu o acesso ao local, com a justificativa de que se tratava de "área de segurança presidencial". Também no dia 22, houve um protesto no Rio de Janeiro, onde o presidente interino previa comparecer à inauguração do Veículo leve sobre trilhos (VLT) no centro da cidade. A cerimônia, porém, foi cancelada. A Virada Cultural do mesmo dia foi igualmente marcada por manifestações contra o governo.
Em 10 de junho, houve novas manifestações em todo o país; milhares de pessoas se reuniram na Avenida Paulista, em frente ao Museu de Arte de São Paulo (Masp), em um protesto contra o presidente interino Michel Temer. O ato foi convocado pela Frente Brasil Popular e pela Frente Povo sem Medo e reuniu movimentos e centrais sindicais como: Central Única dos Trabalhadores (CUT), União Nacional dos Estudantes (UNE), Intersindical, CTB, Movimentos dos Trabalhadores Rurais Sem Terra (MST) e Movimentos dos Trabalhadores Sem Teto (MTST), entre outros. Um caminhão de som foi colocado para que políticos e líderes sociais se pronunciassem, incluindo o ex-presidente Lula, que participou do ato. Os objetivos foram protestar contra o impeachment de Dilma Rousseff, contra os chamados retrocessos sociais do governo Temer, pelos direitos dos trabalhadores, pela democracia e contra a reforma na Previdência Social. Não havia consenso a respeito do plebiscito das novas eleições.
No dia 7 de setembro, ocorreram protestos contra o governo Temer em 25 estados e no Distrito Federal. A maior manifestação ocorreu na cidade de Salvador. No dia 22 de setembro, centrais sindicais promoveram o "Dia Nacional de Paralisação e Mobilização das Categorias" contra as propostas de reformas na legislação trabalhista e previdenciária, em pelo menos 23 estados e no Distrito Federal. Pelo menos 32 cidades registraram manifestações, a maior delas em Salvador. Os atos contaram com o apoio dos movimentos Frente Brasil Popular e Povo sem Medo.
Ocorreram protestos contra a PEC do Teto dos Gastos em diversos estados e no Distrito Federal nos dias 24 de outubro, 11 de novembro e 25 de novembro de 2016, na Avenida Paulista no dia 27 de novembro de 2016 e na Esplanada dos Ministérios no dia 29 de novembro, quando estava prevista a votação em primeiro turno no Senado. Inicialmente Temer e sua equipe minimizaram os protestos, tratando-os como algo inexpressivo realizado por grupos pequenos. Posteriormente mudaram a postura, visando evitar maior agitação de seus críticos, e começaram a referir-se aos protestos como algo natural da democracia, adotando o discurso de que deve-se respeitar o direito de manifestação.
No dia 15 de março de 2017, ocorreram manifestações em dezenove estados e no Distrito Federal, contra a proposta de reforma da Previdência encaminhada pelo Governo Temer ao Congresso. Os protestos, sob o título de O Dia Nacional de Paralisações e Greves contra as reformas da Previdência e Trabalhista, foram organizados por centrais sindicais e movimentos como CUT (Central Única dos Trabalhadores), CNTE (Confederação Nacional dos Trabalhadores em Educação), Frente Brasil Popular e Frente Povo Sem Medo. A paralisação dos transportes públicos e a ocupação das vias públicas causou transtornos sobretudo em São Paulo, Curitiba e Salvador. Em discurso, o presidente defendeu a reforma como a única maneira de garantir os benefícios dos aposentados no futuro.
Em 28 de abril, as centrais sindicais e os movimentos de esquerda convocaram uma greve geral contra as propostas de reformas previdenciária e trabalhista do governo. Houve manifestações em 25 estados e no Distrito Federal, com paralisação de serviços públicos, ações violentas dos ativistas, confrontos com a polícia militar e até mesmo um ataque à casa do presidente. O setor do transporte público foi afetado em todas as capitais, deixando as ruas praticamente vazias. No ABC paulista, principal polo automotivo do país, cerca de sessenta mil trabalhadores de montadoras e de outras empresas do setor aderiram à greve e paralisaram a produção de veículos. Em nota, o presidente Michel Temer criticou os protestos realizados no país. Segundo ele, “Pequenos grupos bloquearam rodovias e avenidas para impedir o direito de ir e vir do cidadão, que acabou impossibilitado de chegar ao seu local de trabalho ou de transitar livremente”. No Twitter, Dilma Rousseff escreveu que "A mobilização em defesa de direitos trabalhistas e previdenciários une os trabalhadores e mostra a força da sua resistência". Além dela, muitos outros políticos e lideranças nacionais fizeram pronunciamentos e a mídia internacional cobriu amplamente o evento.
Em 17 de maio, após as denúncias de gravações contra Michel Temer, houve um protesto às 22 horas, em frente ao Museu de Arte de São Paulo (Masp), na Avenida Paulista, que reuniu cerca de mil pessoas e bloqueou o sentido Consolação da avenida. O grupo emitiu gritos de ordem - como "Fora, Temer" - e pediu o impeachment do presidente. A manifestação foi liderada pela Frente Povo Sem Medo e contou com a adesão do Movimento dos Trabalhadores Rurais Sem Terra (MTST), que convocou a sua militância através das redes sociais. Segundo os líderes, cerca de duzentos manifestantes deveriam seguir rumo à Brasília, para protestar diante do Palácio do Planalto. Ao dos dias 18 e 21 de maio, outros protestos ocorreram diversos estados e no Distrito Federal, pedindo a saída do presidente.

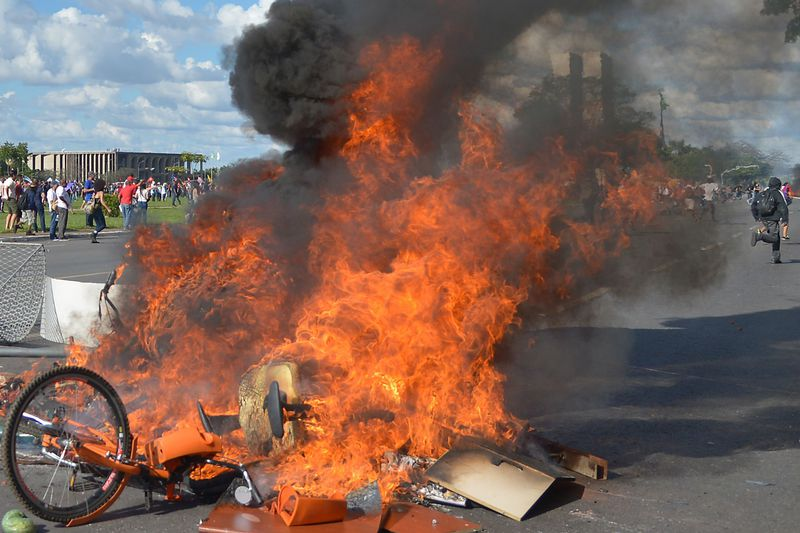
Manifestantes entram em confronto com a polícia em Brasília

Em 24 de maio, houve uma grande manifestação contra o presidente em Brasília. Diversos manifestantes arremeteram contra os policiais que faziam a revista na entrada da Esplanada dos Ministérios, dando início a um confronto generalizado entre policiais e manifestantes e causando a depredação de placas de sinalização e de prédios ministeriais, a qual resultou em pequenos incêndios na área interna dos Ministérios da Agricultura, do Planejamento e da Cultura. A Central Única dos Trabalhadores (CUT) estimou que os atos reuniram duzentos mil manifestantes durante todo o dia. Segundo a Secretaria de Segurança Pública do Distrito Federal, sete pessoas foram detidas durante os protestos, suspeitas de dano ao patrimônio público, desacato e porte ilegal de arma. Até as 19h30min, foram contabilizadas 49 pessoas feridas, entre manifestantes e policiais militares. Para conter a situação, o presidente convocou 1.500 soldados do Exército. Essa medida foi severamente contestada.
No dia 28 de maio, houve um ato em favor da realização de eleições diretas, na Praia de Copacabana, que contou com a participação do Cordão do Bola Preta e de cantores como Mano Brown, Otto, Maria Gadú, Pretinho da Serrinha, Milton Nascimento e Caetano Veloso, além de políticos de esquerda e de atores como Daniel de Oliveira e Sophie Charlotte. A Constituição determina que, no caso de Temer ter o seu mandato cassado, uma eleição indireta seja feita pelo Congresso Nacional, mas os manifestantes defenderam uma emenda constitucional para permitir eleições presidenciais diretas antes de 2018. Segundo os organizadores do movimento, havia entre quinze e cinquenta mil pessoas.
No dia 4 de junho, houve um novo ato em favor da realização de eleições diretas, no Largo do Batata (São Paulo), que contou com a participação de cantores como: Chico César, Maria Gadú, Criolo, Emicida, Pitty, Tulipa Ruiz, Mano Brown, Otto e Simoninha. A manifestação foi organizada por entidades sociais como: Frente Brasil Popular, Povo Sem Medo, Central Única dos Trabalhadores, Central de Movimentos Populares, União Nacional dos Estudantes e Levante Popular da Juventude. Os líderes falaram ao microfone, nos intervalos das apresentações musicais, para criticar o governo Temer e exigir a realização de eleições diretas antes de 2018. O evento foi nomeado “SP pelas Diretas Já" e contou, segundo a organização, com a participação de cerca de cem mil pessoas.
Em 30 de junho, novas manifestações de protesto contra as reformas trabalhista e previdenciária ocorreram em todo o país. O evento começou com o bloqueio de vias públicas durante a manhã e perdeu força no decorrer da tarde. As centrais sindicais queriam uma greve geral, mas apenas algumas categorias aderiram e a mobilização enfraqueceu. Houve registros de atos em muitos estados. Em São Paulo, a Avenida Paulista foi bloqueada por representantes de partidos políticos e centrais de trabalhadores. Ouviam-se muitas palavras de ordem contra o presidente Temer, exigindo principalmente a sua saída do cargo.

## Reações do governo
Em 2016, inicialmente o presidente Michel Temer e sua equipe minimizaram os protestos, tratando-os como algo inexpressivo realizado por grupos pequenos. Posteriormente mudaram a postura, visando evitar maior agitação de seus críticos, e começaram a referirem-se aos protestos como algo natural da democracia, adotando o discurso de que deve-se respeitar o direito de manifestação.